# Spark (Gebäude)

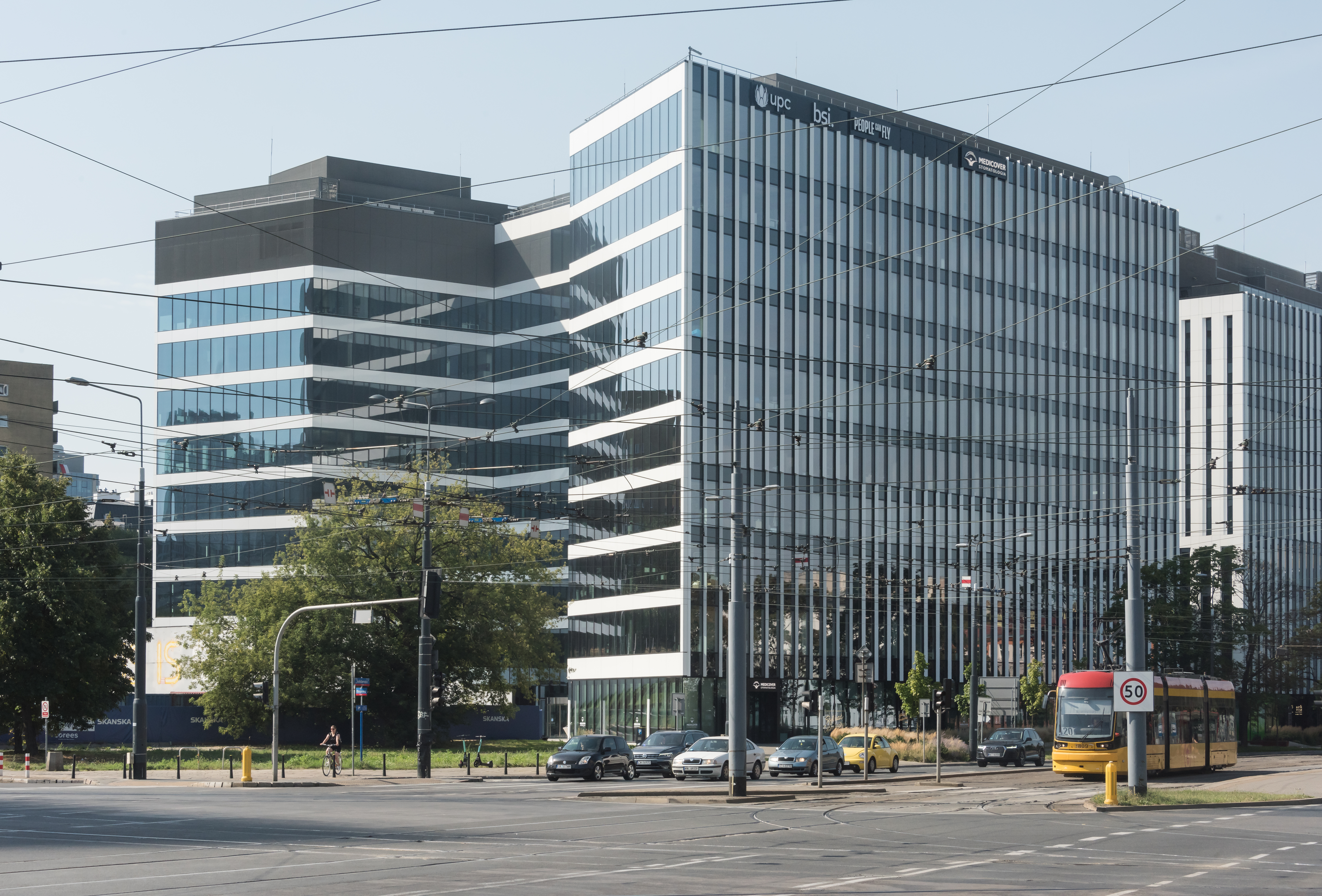
Das bereits fertiggestellte, erste Gebäude des Ensembles

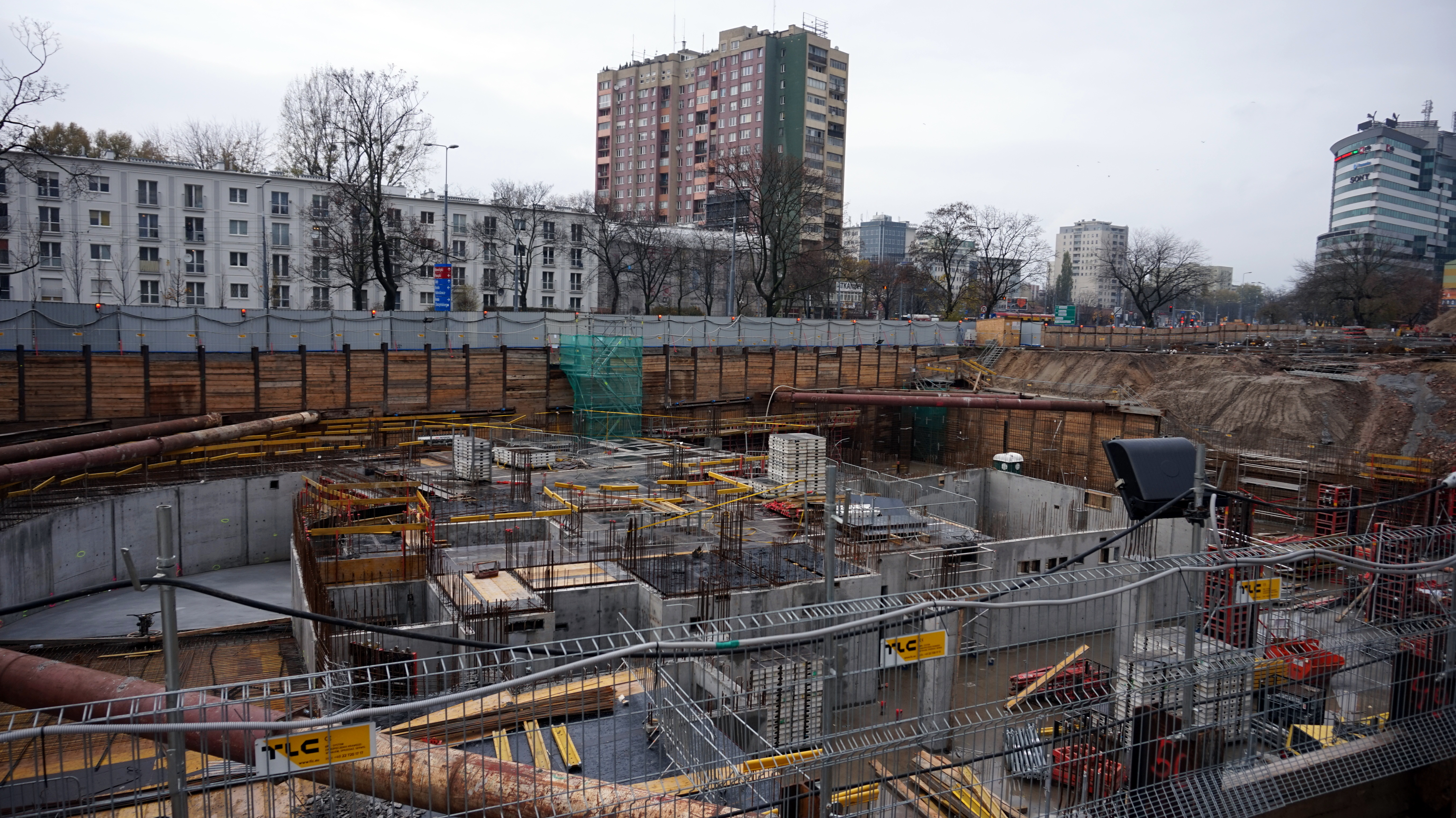
Baugrube im November 2016

Spark (auch: Spark Warszawa) ist ein Warschauer Bürokomplex im Baustadium. Die Anlage liegt zwischen den Straßen Aleja Solidarności, Ulica Okopowa, Ulica Wolska sowie Ulica Karolkowa im Stadtdistrikt Wola. Sie wird aus drei Gebäuden bestehen, wovon eines mit 30 Stockwerken eine Dachhöhe von 130 Metern erreichen wird. Der Baubeginn des ersten Gebäudes erfolgte Mitte des Jahres 2016; die offizielle Grundsteinlegung fand am 30. Mai 2017 statt.

## Gebäude
Neben dem Hochhaus werden zwei Bürogebäude mit neun bzw. zehn oberirdischen Stockwerken entstehen. Bauherr des Projektes ist Skanska Property Poland, als Generalunternehmer ist Skanska S.A. tätig. Die Gestaltung des Ensembles stammt von dem Warschauer Architekturbüro Kuryłowicz & Associates. Insgesamt werden 70.000 Quadratmeter Nutzfläche entstehen. Die letzte zu bauende Einheit wird das Hochhaus sein, hier ist eine Fertigstellung für das Jahr 2021[veraltet] geplant. Der Komplex wird LEED-zertifiziert.
Bestandteil der Anlage werden öffentlich zugängliche Innenhöfe zwischen den Objekten sein. Hier soll auch ein Platz entstehen, der in Anlehnung an eine vor dem Zweiten Weltkrieg existierende, nahegelegene Kreuzung „Kercelak“ benannt werden wird. Auf der Terrasse eines Gebäudes sollen Bienenstöcke aufgestellt und betreut werden; dort gewonnener Honig soll verkauft werden.
Während des Baus des ersten Gebäudes wurden historische Objekte im Bauaushub entdeckt (wie eine Flasche von der Brauerei von Haberbusch i Schiele, Münzen aus der Zeit des Herzogtums Warschau oder Spielzeug und Haushaltsgeräte aus den hier früher stehenden Gebäuden des 19. und 20. Jahrhunderts).